# Detiña
Detiña, även San Antonio Detiña, är en ort i Mexiko, tillhörande kommunen Acambay de Ruíz Castañeda i den västra delen av delstaten Mexiko, i den centrala delen av landet. Orten hade 2 453 invånare vid folkräkningen 2010.